# KSV-21
Die KSV-21 Enhanced Crypto Card ist eine durch die National Security Agency (NSA) geprüfte PC-Card, welche Typ 1 Verschlüsselungsfunktionen und einen Speicher für kryptografische Schlüssel für das Secure Terminal Equipment und andere Geräte zur Verfügung stellt.
Die KSV-21 wurde von Mykontronx als manipulationssicheres reprogrammierbares Modul gebaut, welches abwärtskompatibel zur KOV-14 Fortezza Plus card ist. Es fügt Funktionen wie das Secure Communications Interoperability Protocol (SCIP), eine Erweiterung des Firefly-Protokolls und die Key Management Initiative des 21sten Jahrhunderts der NSA hinzu. Sie kann Typ 1 Verschlüsselung und Hash-Operationen mit 80 MBit/s durchführen. Ab dem Jahr 2008 wurde die KOV-14 abgekündigt und durch die KSV-21 ersetzt.
Die US-Version ist für den Schutz von klassifizierten Daten bis zur Einstufung Top Secret/SCI zertifiziert, ebenso wie für unklassifizierte Informationen.
Weiterhin gibt es Versionen für andere Nationen, dies umfasst:
- Canadian national (KSV-22)
- Combined Communications Electronics Board (CCEB) (KSV-30)
- NATO (KSV-40)
- Koalitionspartner (SSV-50)

Die Preise reichen von 900 US-Dollar für einzelne Karten bis unter 400 US-Dollar pro Stück in Mengen von mehreren Tausend Stück im Jahr 2008.
Im Februar 2012 wurde die KSV-21 sowie weitere ähnliche Karten durch SafeNet in den "End-of-Life"-Status versetzt.